# 斜叶黄檀
斜叶黄檀（学名：Dalbergia pinnata）为豆科黄檀属下的一个种。

## 扩展阅读
- 維基物種上的相關：斜叶黄檀